# Ornithodoros parkeri
Ornithodoros parkeri är en fästingart som beskrevs av Cooley 1936. Ornithodoros parkeri ingår i släktet Ornithodoros och familjen mjuka fästingar. Inga underarter finns listade i Catalogue of Life.